# ابنر جنکینز
ابنر رونالد جنکینز (به انگلیسی: Abner Ronald Jenkins) که به‌عنوان سوسک، مچ-۱، مچ-۲، مچ-۳، مچ-۴، مچ-۵، مچ-۷ و مچ-۱۰ هم شناخته می‌شود، یک شخصیت خیالی در کتاب‌های کامیک آمریکایی منتشر شده توسط مارول کامیکس است. او اولین بار به‌عنوان سوسک در قصه‌های عجیب شمارهٔ ۱۲۳ (اوت ۱۹۶۴) (که در آنجا به‌دست استن لی و کارول برگوسی خلق شده‌بود) حضور پیدا کرد و بعداً به‌عنوان مچ-۱ در هالک شگفت‌انگیز شمارهٔ ۴۴۹ (ژانویه ۱۹۹۷) حضور پیدا کرد و از آن به‌بعد، وارد کامیک‌های صاعقه‌ها شد.